# Willian Arão
Willian Souza Arão da Silva (geboren am 12. März 1992 in São Paulo) ist ein brasilianischer Fußballspieler. Er ist ein einmaliger A-Nationalspieler Brasiliens und ist ein mehrfach ausgezeichneter Fußballspieler im Fußball Brasiliens bzw. Südamerikas.

## Leben
Willian Arão kam 1992 in der brasilianischen Metropole São Paulo zur Welt und lebte dort in den Stadtteilen bzw. -bezirken Capão Redondo und Campo Limpo. Mit sieben Jahren begann er mit dem Fußballspielen in der Schule und zu seinem fußballerischen Vorbild zählt der brasilianische Mittelfeldspieler Vampeta. Später ließen sich seine Eltern in seinem achten Lebensalter scheiden, daher verbrachte er den Großteil seiner Kindheit bei seiner Mutter. Die anfängliche Vereinsfußballkarriere bis zur Profikarriere von Arão wurde durch seinen Vater begleitet und betreut.

## Karriere
Arão ist ein 1,81 Meter großer und eher ein defensiv ausgerichteter Fußballspieler. Er spielt primär im defensiven Mittelfeld und sammelte in den 2020er unter dem Vereinstrainer Rogério Ceni Spielerfahrungen als Abwehrspieler. Gemäß dem brasilianischen Fußballtrainer Muricy Ramalho (2016) ist er ein moderner Mittelfeldspieler. Er kann sich als defensiver Mittelfeldspieler mit seinem Aufbauspiel in die Offensive einschalten bzw. offensive Spielzüge einleiten, nebenbei kann er auch als eher defensiv ausgerichteter Fußballspieler Tore erzielen.

### Vereine

#### Anfänge in Brasilien und Spanien-Intermezzo
Mit dem Vereinsfußball begann der junge Arão in der Metropolregion São Paulo bei den Vereinen Indiano São Paulo, CA Juventus, Portuguesa São Paulo und Grêmio Barueri. Mit 15 Jahren absolvierte er ein Probetraining beim FC São Paulo, den er erfolgreich abschloss und 2008 zu den Junioren des FC São Paulos wechselte. 2010 spielte er für die U18-Junioren- und U20-Nachwuchsmannschaft seines Vereins, wobei er im Januar mit seiner Mannschaft das U18-Juniorenturnier Copa São Paulo de Juniores im Elfmeterschießen des U18-Pokalfinals gewann.
Nach drei Saisons bei den Junioren vom FC São Paulo wechselte er 2011 durch eine Vermittlung des Spielervermittlers Mino Raiola zum spanischen Verein Espanyol Barcelona zu dessen B-Mannschaft (Espanyol Barcelona B). Er nahm acht monatelang an deren Trainings teil, auch an den Trainingseinheiten des Cheftrainers der A-Profimannschaft Mauricio Pochettino, wo er seine taktische Disziplin und über das temporeiche Ballspielen des Fußballs erlernte. Aufgrund bürokratischen Problemen und interner Schwierigkeiten wechselte er nach Brasilien zurück, ohne ein Spiel bestritten zu haben. Im Oktober 2011 unterzeichnete er einen Vertrag beim Erstliga-Verein Corinthians São Paulo, wo er anfänglich der U20-Junioren des Vereins anschloss.

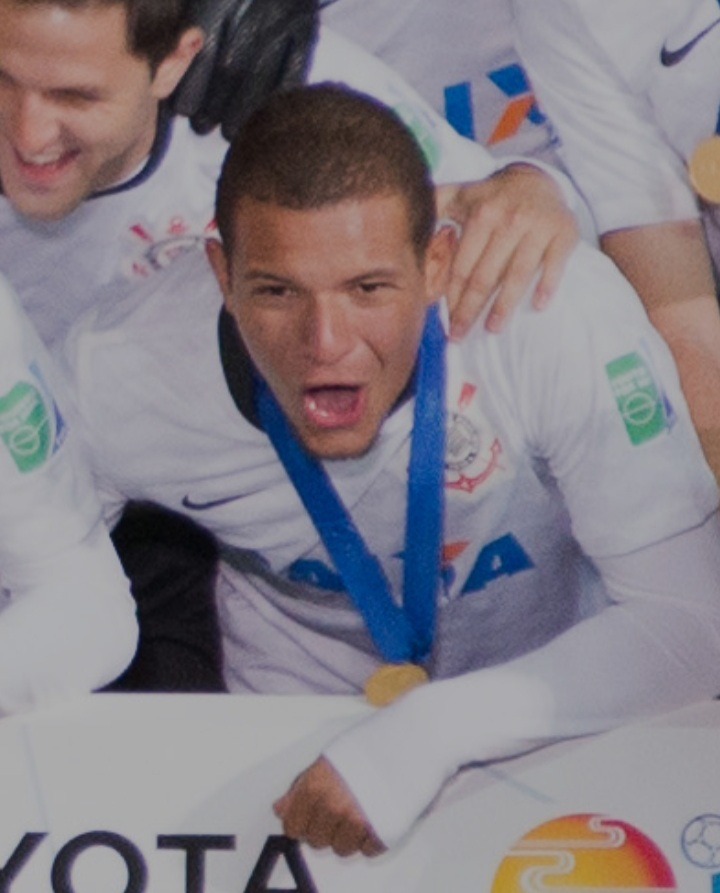
Willian Arão mit Kurzhaarfrisur und Sieger-Medaille der FIFA-Klub-Weltmeisterschaft 2012.

Sein Debüt in der Corinthians-Profimannschaft gab er sechs Monate später unter dem Profitrainer Tite, bei einem 2:1-Spielsieg im April 2012 in der Staatsmeisterschaft von São Paulo. Dabei wurde er für das gesamte Spiel eingesetzt und bekam in der 89. Minute eine Gelbe Karte. In der Campeonato Brasileiro Série A 2012 kam er an 38 Spieltagen zu acht Erstliga-Spieleinsätzen. Im Dezember 2012 wurde er für die FIFA-Klub-Weltmeisterschaft 2012 nominiert, kam aber in den zwei Turnierspielen seiner Mannschaft nicht zum Einsatz. Arão stand im Mannschaftskader hinter den erfahreneren Mittelfeldspielern Paulinho und Ralf, um mehr Spielpraxis zu sammeln wurde er zwischen 2013 und 2014 an die Erstliga-Vereine Portuguesa São Paulo, Chapecoense und an den Zweitligisten Atlético Goianiense ausgeliehen.

#### Entwicklung zum Leistungsträger in Rio de Janeiro
2015 wechselte er zum Zweitligisten Botafogo FR nach Rio de Janeiro und erreichte mit der Mannschaft die Meisterschaft der Campeonato Brasileiro Série B 2015, somit auch den Aufstieg in die Campeonato Brasileiro da Série A. Dabei gehörte Arão gemäß dem Sportportal GloboEsporte in der Aufstiegssaison zu den Leistungsträgern der Meistermannschaft an. Im Folgejahr wechselte er zum Lokalrivalen Flamengo Rio de Janeiro. Der Wechsel zu Flamengo war mit einem Rechtsstreit verbunden, welchen Arão mit Botafogo führte. In dem Gerichtsprozess ging es um eine Vertragsklausel, nach der Botafogo Arão durch eine Einmalzahlung ein weiteres Jahr an sich hätte binden konnte. Diesen Gerichtsprozess gewann Arão im Februar 2017.
Nach dem Rechtsstreit gewann er im selben Jahr auch die Staatsmeisterschaft von Rio de Janeiro im Südherbst in den regionalen Meisterschaftsfinalspielen, wo es auch zu einem Triumph im Fla-Flu-Derby kam. Im Juli 2017 wurden Verhandlungen über einen Wechsel zu Galatasaray Istanbul bekannt, welche erfolglos blieben. Mit Flamengo  gewann er am 23. November 2019 die Copa Libertadores 2019. Einen Tag später fiel in der brasilianischen Meisterschaft 2019 die Vorentscheidung zugunsten von Flamengo und Arão konnte auch diesen Titel feiern, wobei Arão am Saisonende 2019 die meisten Saison-Ligaspieleinsätze seiner Mannschaft vorzuweisen hatte. Für seine Leistungen 2019 wurde er von zwei verschiedenen brasilianischen Sportmedien jeweils mit einer Trophäe ausgezeichnet.
Der Meisterschaftstitel konnte 2020 erfolgreich verteidigt werden. 2021 trug Arão auch zu den Titelverteidigungen des Supercopa do Brasil, Taça Guanabara und der Staatsmeisterschaft von Rio de Janeiro bei, die wurden auch alle im Vorjahr gewonnen. Des Weiteren erreichte Arão mit seiner Mannschaft 2021 erneut nach 2019 das Finale des Copa Libertadores und unterlagen dort erst in der Verlängerung dem Final-Gegner, für seine Copa-Libertadores-Saisonleistungen wurde er von der südamerikanischen Fußball-Konföderation in die Mannschaft des Turniers auserkoren.

#### Erfolgreicher Istanbul-Wechsel
Nach der gescheiterten Transfer-Kompetenz 2017 Galatasarays verpflichtete ihn der Erzrivale Fenerbahçe Istanbul erfolgreich im Juli 2022 zur Saison 2022/23 auf Wunsch des neuen Fenerbahçe-Cheftrainers Jorge Jesus, der bereits zwischen 2019 und 2020 mit ihm bei Flamengo zusammenarbeitete.
Anfang Juli 2025 gab der FC Santos seine Ablöse-Verpflichtung bekannt.

### Nationalmannschaft
Für seine Leistungen in der Campeonato Brasileiro Série A 2016 wurde er im Dezember 2016 mit Trophäen ausgezeichnet. Woraufhin im Anschluss der brasilianische A-Nationaltrainer Tite im Januar 2017 seinen fußballerischen ehemaligen Schützling Arão aus Corinthians-Zeiten erstmals in die brasilianische A-Nationalmannschaft nominierte. Im folgenden A-Ländertestspiel bzw. Benefizspiel desselben Monats kam er zu seinem A-Länderspieldebüt gegen Kolumbien. Im weiteren Verlauf des Jahres 2017 nominierte der Nationaltrainer Tite bis Jahresende insgesamt rund 60 Fußballspieler, aufgrund der Konkurrenzsituation im defensiven Mittelfeld mit Paulinho, Casemiro, Fernandinho und weiteren wurde Arão bisher kein weiteres Mal für die Nationalmannschaft berücksichtigt.

## Erfolge
- FC São Paulo – Junioren
  - Copa São Paulo der U18-Junioren: 2010[1]

- Corinthians São Paulo

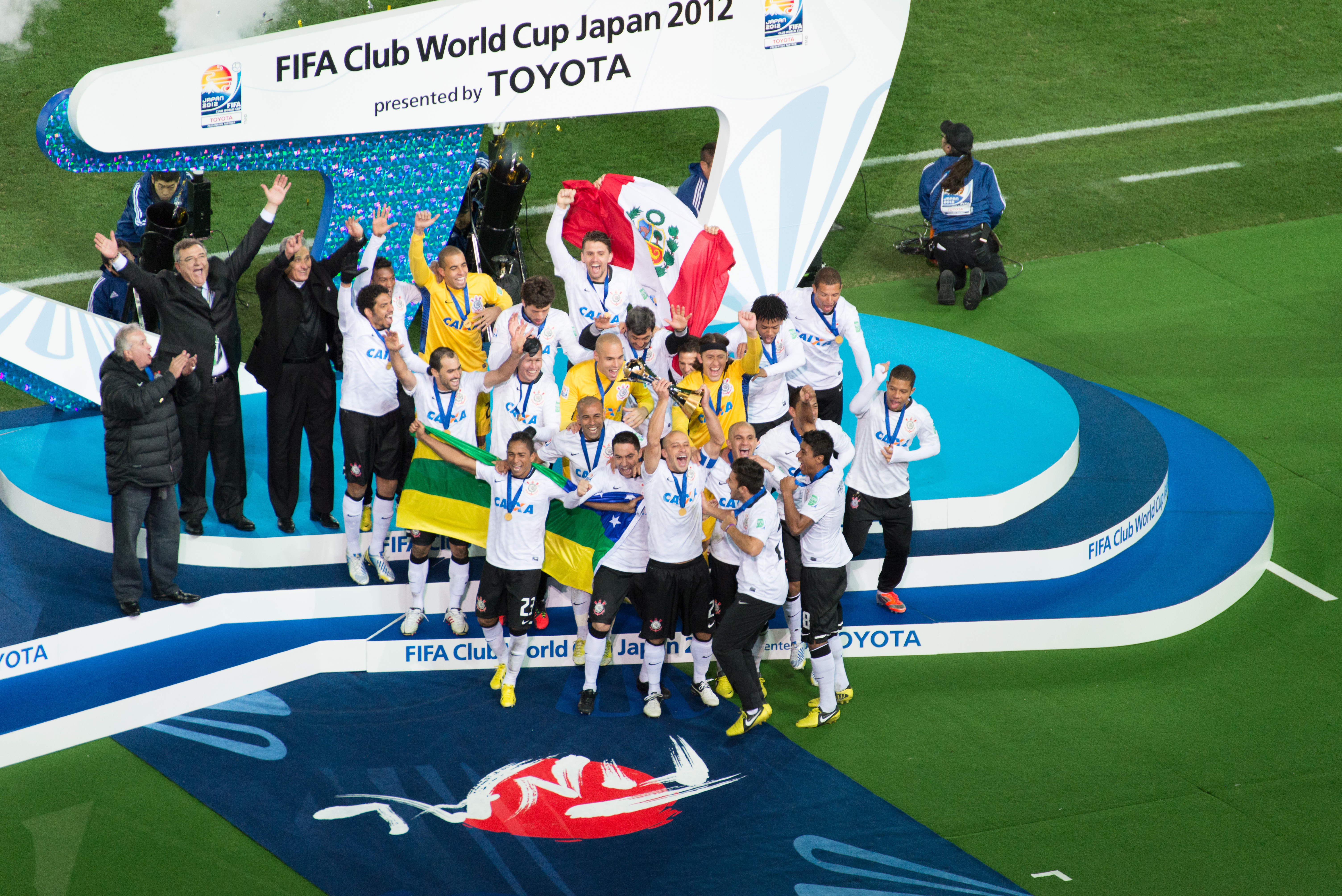
Sieg der FIFA-Klub-Weltmeisterschaft 2012 in Yokohama.

  - Copa Libertadores: 2012 (ohne Einsatz)
  - FIFA-Klub-Weltmeisterschaft: 2012 (ohne Einsatz)
  - Staatsmeisterschaft von São Paulo: 2013
  - Recopa Sudamericana: 2013 (ohne Einsatz)

- Botafogo FR
  - Taça Guanabara: 2015
  - Série B: 2015

- Flamengo Rio de Janeiro
  - Staatsmeisterschaft von Rio de Janeiro: 2017, 2019, 2020, 2021
  - Taça Guanabara: 2018 (ohne Einsatz), 2020, 2021
  - Copa Libertadores: 2019
  - Brasilianischer Meister: 2019, 2020
  - Supercopa do Brasil: 2020, 2021
  - Recopa Sudamericana: 2020

- Panathinaikos Athen
  - Griechischer Pokal: 2024

## Auszeichnungen
- Berufung in die Mannschaft der Campeonato Carioca (FERJ): 2016[14]
- Bola de Prata (deutsch Silberner Ball): 2016, 2019[9]
- Troféu Mesa Redonda: 2016, 2019[10]
- Berufung in die Mannschaft des Turniers des Copa Libertadores (CONMEBOL): 2021[11]
- Berufung in die beste Elf Südamerikas (spanisch El once ideal de América – El País): 2021[15]